# Variable PV Telescopii
PV Telescopii és un tipus d'estrella variable que s'estableix al Catàleg general d'estrelles variables amb l'acrònim PVTEL. Aquesta classe de variables es defineix com "estrelles Bp supergegants d'heli amb línies febles d'hidrogen i línies realçades d'He i C".
És a dir, les línies espectrals d'hidrogen d'aquestes estrelles són més febles del normal per a una estrella de la classe estel·lar B, mentre que les línies d'heli i carboni són més fortes. El prototip d'aquesta categoria és HD 168476, també coneguda com a PV Telescopii, que experimenta petites però complexes variacions de lluminositat i fluctuacions de velocitat radial. Les estrelles PV Telescopii són extremadament deficients en hidrogen en comparació amb altres estrelles de classe B i varien en lluminositat en escales de temps que van des d'unes hores a diversos anys. A partir del 2008, hi ha dotze variables PV Telescopii confirmades al catàleg general d'estrelles variables.
Les variables de Telescopii PV se subdivideixen en tres tipus diferents en funció del tipus espectral: el tipus I representa les estrelles B tardanes i les A, el tipus II representa O i les B inicials, i el tipus III representa les estrelles F i G. Les estrelles de tipus III sempre són riques en carboni i en hidrogen, mentre que les estrelles tipus I i II no necessàriament tenen un excés de carboni. Els tipus més calents polsen més ràpidament que els tipus més freds.

## Llista
La llista següent conté una variable PV Telescopii seleccionada que és d'interès per a l'astronomia amateur o professional. Tret que s'indique el contrari, les magnituds donades es troben a la banda V.
| Estrella           | Màxima magnitud | Mínima magnitud | Tipus | Tipus espectral     |
| ------------------ | --------------- | --------------- | ----- | ------------------- |
| Upsilon Sagittarii | 4.43            | 4.65            | Jo    | F2p                 |
| HD 182040          | 6.95            | 7.17            | III   | C...                |
| HM Librae          | 7.42            | 7.63            | III   | C                   |
| KS Persei          | 7.60            | 7.85            | Jo    | Un5Iap              |
| PV Telescopii      | 9.24            | 9.40            | Jo    | B5p                 |
| BD +1 4381         | 9.47            | 9.60            | Jo    | F                   |
| CD -35 11760       | 9.62            | 9.83            | Jo    | B4Ibe               |
| HD 160641          | 9.78            | 10.08           | II    | sdOC9.5II-III_Ell40 |
| DN Leonis          | 9.91            | 10.00           | II    | Bp                  |
| HD 124448          | 9.94            | 10.03           | II    | B3p                 |
| NO Serpentis       | 10.27           | 10.39           | Jo    | B                   |
| V1920 Cygni        | 10.30           | 10.41           | Jo    | B2/3                |
| CPD -58 2721       | 10.40           | 10.60           | Jo    | B+...               |
| BD -9 4395         | 10.44           | 10.63           | II    | B                   |
| IV de LS -1 2      | 10.95           | 11.05           | Jo    | OB+                 |